# Gordaïta
La gordaïta és un mineral de la classe dels sulfats, que pertany i dona nom al grup de la gordaïta. Rep el seu nom del districte de Sierra Gorda, a la regió d'Antofagasta (Xile), la seva localitat tipus.

## Característiques
La gordaïta és un sulfat de fórmula química NaZn₄(SO₄)(OH)₆Cl(H₂O)₆. Va ser aprovada com a espècie vàlida per l'Associació Mineralògica Internacional l'any 1996. Cristal·litza en el sistema trigonal. La seva duresa a l'escala de Mohs és 2,5. És un mineral molt semblant a la theresemagnanita, la qual pertany també al grup de la gordaïta, i a la changoïta, una espècie molt similar químicament però sense la presència de clor a la seva composició.
Segons la classificació de Nickel-Strunz, la gordaïta pertany a «07.DF - Sulfats (selenats, etc.) amb anions addicionals, amb H₂O, amb cations de mida mitjana i grans» juntament amb els següents minerals: uklonskovita, caïnita, natrocalcita, metasideronatrita, sideronatrita, despujolsita, fleischerita, schaurteïta, mallestigita, slavikita, metavoltina, lannonita, vlodavetsita, peretaïta, clairita, arzrunita, elyita, yecoraïta, riomarinaïta, dukeïta i xocolatlita.

## Formació i jaciments
Va ser descoberta a la mina San Francisco, a Caracoles, al districte de Sierra Gorda (Regió d'Antofagasta, Xile). Als territoris de parla catalana se n'ha trobat únicament a la mina Eureka, a Castell-estaó (Pallars Jussà, Lleida).